# هیو مکاولی
هیو مکاولی (انگلیسی: Hugh McAuley؛ زادهٔ ۸ ژانویهٔ ۱۹۵۳) بازیکن فوتبال اهل بریتانیا است.
از باشگاه‌هایی که در آن بازی کرده‌است می‌توان به باشگاه فوتبال چارلتون اتلتیک، باشگاه فوتبال ترانمره راورز، باشگاه فوتبال لیورپول، باشگاه فوتبال پلیموث آرگیل، باشگاه فوتبال ترانمره راورز، باشگاه فوتبال کارلایل یونایتد، و باشگاه فوتبال فورمبی اشاره کرد.